# 卡纳特别克·别加利耶夫
卡纳特别克·别加利耶夫（Kanatbek Begaliev，1984年2月14日—）生於塔拉斯，吉尔吉斯斯坦男子摔跤运动员，主攻古典式。曾参加2008年夏季奥林匹克运动会，最终在男子古典式66公斤级项目上收获银牌。